# 克拉默 (下萨克森州)
克拉默是德国下萨克森州的一个市镇。总面积12.45平方公里，总人口952人，其中男性474人，女性478人（2011年12月31日），人口密度76人/平方公里。